# Baffour Gyan
Baffour Gyan (2 de julho de 1980) é um futebolista profissional ganês que atua como atacante.

## Carreira
Baffour Gyan representou a Seleção Ganesa de Futebol nas Olimpíadas de 2004.

## Títulos
Gana
- Campeonato Africano das Nações: 2008 3º Lugar.